# Ravel Morrison
Ravel Ryan Morrison (Mánchester, Inglaterra, Reino Unido, 2 de febrero de 1993) es un futbolista anglojamaicano. Juega como centrocampista y milita en el Precision F. C. de Emiratos Árabes Unidos.

## Trayectoria
Su carrera empezó con el Manchester United en 2010. Después se unió al West Ham United en enero de 2012. Pero pasó la temporada 2012-13 en el Birmingham City. También jugó en el Queens Park Rangers y en el Cardiff City.
En julio de 2015 su contrato con el West Ham United F. C. expiró y se unió a la S. S. Lazio, regresando en 2017 cedido al QPR. En verano de 2017, emigró a México para incorporarse a las filas del Atlas de Guadalajara.

## Selección nacional
Tras haber representado a Inglaterra en categorías inferiores, en categoría absoluta decidió jugar con Jamaica, haciendo su debut el 14 de noviembre de 2020 en un amistoso ante Arabia Saudita que perdieron por 3-0.

## Clubes
| Club                               | País           | Año       |
| ---------------------------------- | -------------- | --------- |
| Manchester United F. C.            | Inglaterra     | 2010-2012 |
| West Ham United F. C.              | Inglaterra     | 2012-2015 |
| Birmingham City F. C. (cedido)     | Inglaterra     | 2012-2013 |
| Queens Park Rangers F. C. (cedido) | Inglaterra     | 2014      |
| Cardiff City F. C. (cedido)        | Gales          | 2014      |
| S. S. Lazio                        | Italia         | 2015-2019 |
| Queens Park Rangers F. C. (cedido) | Inglaterra     | 2017      |
| Atlas de Guadalajara (cedido)      | México         | 2017-2018 |
| Östersunds FK                      | Suecia         | 2019      |
| Sheffield United F. C.             | Inglaterra     | 2019-2020 |
| Middlesbrough F. C. (cedido)       | Inglaterra     | 2020      |
| ADO Den Haag                       | Países Bajos   | 2020-2021 |
| Derby County F. C.                 | Inglaterra     | 2021-2022 |
| D. C. United                       | Estados Unidos | 2022-2023 |
| Precision F. C.                    | EAU            | 2024-     |